# 幸せなデニム
『幸せなデニム』（しあわせなデニム）はSony Recordsから1994年7月21日に発売された井上睦都実3枚目のアルバム（CD品番：SRCL-2947）。

## 収録曲
作詞：井上睦都実　編曲：西脇辰弥
1. 泣いて笑って
  - 作曲：高野寛
2. ランデヴー
  - 作曲：黒沢健一
3. love letter
  - 作曲：井上睦都実
4. 眠れぬ森
  - 作曲：南佳孝
5. いけない好奇心
  - 作曲：西脇辰弥
6. ガールフレンズ
  - 作曲：高浪敬太郎
7. 似た者同志
  - 作曲：片寄明人
8. はなれてみよう
  - 作曲：片寄明人
9. 嫌いになるまで
  - 作曲：海福知弘
10. ホントの私の事
  - 作曲：高野寛